# Anthony Lledo
Anthony Lledo (født 11. januar 1972) er en dansk komponist.
I 2008 flyttede Anthony Lledo til Los Angeles efter invitation fra den engelske filmkomponist Harry Gregson-Williams og arbejdede efterfølgende som komponist og arrangør på film som X-Men Origins: Wolverine, Jerry Bruckheimer/Mike Newells Prince of Persia: The Sands of Time, DreamWorks' Shrek Forever After, Ben Afflecks The Town, Jon Favreaus Cowboys & Aliens (med Harrison Ford og Daniel Craig) og Tony Scott filmene The Taking of Pelham 1 2 3 og Unstoppable.
Lledo har også komponeret musik til den firedobbelte Emmy Award vindende film Gettysburg, executive produced by Ridley Scott og Tony Scott, den svenske film Frostbite, den amerikanske horror/thriller Darkroom, den animerede tv serie Legends of Chima, DR's Vilde Vidunderlige Danmark, Den Som Dræber,  samt den norske film A Happy Day.
Sammen med komponisten Mikkel Maltha har Lledo komponeret musikken til Christoffer Boes Journal 64, den fjerde film i Afdeling Q serien baseret på Jussi Adler-Olsens populære bøger, Smagen af sult (med Nikolaj Coster-Waldau og Katrine Greis-Rosenthal) samt tv-serien Forhøret.